# Böke myr
Böke myr är ett naturreservat i Osby kommun i Skåne län.
Området är naturskyddat sedan 2016 och är 4 hektar stort. Reservatet är en fortsättning av Albertas myr i Blekinge och består av myrmark.